# Dürrnhieb
Dürrnhieb war ein Gemeindeteil der Gemeinde Bischofsgrün im Landkreis Bayreuth (Oberfranken, Bayern), der mittlerweile im Gemeindeteil Bischofsgrün aufgegangen ist.

## Geografie
Das ehemalige Dorf lag auf einer Höhe von 677 m ü. NHN. Eine Gemeindeverbindungsstraße führte nach Bischofsgrün (0,5 km nordwestlich) bzw. nach Fröbershammer (0,6 km nordöstlich).

## Geschichte
Dürrnhieb gehörte im 18. Jahrhundert zur Realgemeinde Bischofsgrün. Von 1797 bis 1810 unterstand Dürrnhieb dem Justiz- und Kammeramt Gefrees. Infolge des Ersten Gemeindeedikts wurde Dürrnhieb dem 1812 gebildeten Steuerdistrikt Bischofsgrün und der Ruralgemeinde Bischofsgrün zugewiesen.

### Einwohnerentwicklung
| Jahr      | 001818 | 001861 | 001871 | 001885 | 001900 | 001925 | 001950 |
| Einwohner | *      | *      | 277    | 329    | 331    | 483    | 777    |
| Häuser    | *      |        |        | 32     | 41     | 54     | 91     |
| Quelle    | [ 3 ]  | [ 6 ]  | [ 7 ]  | [ 8 ]  | [ 9 ]  | [ 10 ] | [ 11 ] |

## Religion
Dürrnhieb war nach St. Matthäus (Bischofsgrün) gepfarrt und evangelisch-lutherisch geprägt.